# Distrito de Veľký Krtíš
El distrito de Veľký Krtíš (en eslovaco Okres Veľký Krtíš) es una unidad administrativa (okres) del sur de Eslovaquia, situado en la región de Banská Bystrica, con 46 597 habitantes (en 2003) y una superficie de 849 km².

## Demografía
| Año        | 1994   | 2004    | 2014    | 2024    |
| ---------- | ------ | ------- | ------- | ------- |
| Población  | 46 941 | 46 462  | 44 826  | 40 598  |
| Diferencia |        | −1,02 % | −3,52 % | −9,43 % |

| Año        | 2023   | 2024    |
| ---------- | ------ | ------- |
| Población  | 40 900 | 40 598  |
| Diferencia |        | −0,73 % |

## Ciudades
- Modrý Kameň 1597
- Veľký Krtíš (capital) 12 115

## Municipios (población año 2017)
- Balog nad Ipľom 825
- Bátorová 379
- Brusník 120
- Bušince 1425
- Čebovce 1076
- Čeláre 455
- Čelovce 437
- Červeňany 47
- Chrastince 231
- Chrťany 137
- Dačov Lom 419
- Dolinka 488
- Dolná Strehová 1054
- Dolné Plachtince 629
- Dolné Strháre 186
- Ďurkovce 133
- Glabušovce 116
- Horná Strehová 165
- Horné Plachtince 198
- Horné Strháre 246
- Hrušov 842
- Ipeľské Predmostie 629
- Kamenné Kosihy 333
- Kiarov 290
- Kleňany 272
- Koláre 258
- Kosihovce 574
- Kosihy nad Ipľom 407
- Kováčovce 343
- Lesenice 507
- Ľuboriečka 142
- Malá Čalomija 208
- Malé Straciny 135
- Malé Zlievce 289
- Malý Krtíš 528
- Muľa 358
- Nenince 1373
- Nová Ves 408
- Obeckov 474
- Olováry 292
- Opatovská Nová Ves 685
- Opava 121
- Pôtor 789
- Pravica 118
- Príbelce 571
- Sečianky 363
- Seľany 188
- Senné 201
- Širákov 203
- Sklabiná 939
- Slovenské Ďarmoty 553
- Slovenské Kľačany 163
- Stredné Plachtince 592
- Sucháň 275
- Suché Brezovo 98
- Šuľa 63
- Trebušovce 185
- Veľká Čalomija 593
- Veľká Ves nad Ipľom 406
- Veľké Straciny 176
- Veľké Zlievce 509
- Veľký Lom 171
- Vieska 212
- Vinica 1792
- Vrbovka 347
- Záhorce 661
- Závada 482
- Želovce 1249
- Zombor 147